# 지토세촌 (아오모리현)
지토세촌(千年村)은 아오모리현 나카쓰가루군에 놓여졌던 촌이다.